# Музична фраза
Музи́чна фра́за в теорії музики — елемент музичної форми, невелика послідовність двох-трьох мотивів, що не виходять за межі відносно завершеної частини музичної теми (періоду, речення). У класичних формах фрази об'єднуються в речення.
Термін, подібний до речення, вірша і т. ін., був узятий з лінгвістичного синтаксису в музичний словник для позначення «коротких музичних одиниць різної довжини: фраза зазвичай довша мотиву, але коротша, ніж період». Те в схожості, між музичною та лінгвістичною фразою, що фраза не є реченням (синонім речення в музиці — музичний період), але може його утворювати, також збереглося.